# 조모컵
조모컵(JOMO CUP)은 2008년부터 개최되고 있는 K리그와 J리그 선발팀이 벌이는 올스타전이다. 일명 한일 올스타전.

## 개요
J리그는 1993년의 리그 개설 당초부터 개최하던 ‘J리그 올스타 사커’가 당초 목적보다 리그 보급에 큰 성과를 올렸음에도 최근에는 과도하게 빡빡한 일정 사이에서의 개최에 문제가 제기되고 있었다. JOMO 등의 스폰서와의 계약이 2007년 해지되면서 리그측은 대회에 대한 대대적인 재검토를 시작하여 K리그의 합의를 얻어 2008년부터 J리그 선발팀 ‘J-ALLSTARS’와 K리그 선발팀 ‘K-ALLSTARS’의 대전으로 변경되었다. 2008년 제1회 대회는 일본, 2009년에는 한국에서 개최되며 이후 번갈아가며 개최될 예정이다. 2007년까지의 ‘J리그 올스타 사커’의 스폰서였던 JOMO가 계속 이어서 스폰서를 맡게 되었다. 1995년부터 2001년까지 J리그 일본인 선수 선발팀 대 외국인 선수 선발팀 경기인 ‘조모컵 J리그 드림매치’와는 완전히 다른 대회이다. 한편, K리그 측은 2007년까지 개최해오던 K리그 올스타전을 이 대회로 대체했다.
2010년 조모컵은 FC 바르셀로나의 방한으로 인해 K리그 올스타팀이 친선경기 상대로 정해지면서 취소되었다.

## 기록
| 연도   | 월일    | 경기장                 | 홈팀         | 점수           | 원정팀       | MVP                  | 비고 |
| ------ | ------- | ---------------------- | ------------ | -------------- | ------------ | -------------------- | ---- |
| 2008년 | 8월 2일 | 도쿄 국립경기장( 도쿄) | J리그 올스타 | ● 1-3 ○ 리포트 | K리그 올스타 | 최성국(K리그 올스타) |      |
| 2009년 | 8월 8일 | 인천문학경기장( 인천)  | K리그 올스타 | ● 1-4 ○ 리포트 | J리그 올스타 | 이정수(J리그 올스타) |      |

## 같이 보기
- K리그 클래식
- K리그
- J리그
- K리그 올스타전
- 한일전